# Суханов, Виталий Фёдорович
Виталий Федорович Суханов (22 октября 1923, Покровск — 9 сентября 1988, Саратов) — командир взвода бронетранспортёров, участник Великой Отечественной войны, Герой Советского Союза.

## Биография
Родился 22 октября 1923 года в городе Покровск.
В рядах Красной армии с 1940 года.  Он поступил в Саратовское танковое училище, откуда выпустился в 1942-м. В сентябре того же года 18-летний воентехник 2-го ранга отправился на фронт. В первых боях он получил ранение, но после лечения вернулся в строй.Участник Великой Отечественной войны с 1942 года на Западном, Сталинградском, Южном, 4-м, 3-м и 2-м Украинских фронтах.
В период с 20 по 28 марта 1945 года отряд Суханова находился разведке. Они шли впереди остальных войск и искали наилучший маршрут. Возле города Тата его взвод зашёл в тыл вражеских войск, что способствовало их быстрому разгрому. 28 марта взвод Суханова первым вошёл в город Дьёр. Они захватили плацдарм и удерживали его до подхода основных сил. Помимо этого группа Суханова захватывала мосты и переправы, заходила в тыл врага и атаковала превосходящие по численности подразделения.
«За мужество и героизм, проявленные в боях с немецко-фашистскими захватчиками», Указом Президиума Верховного Совета СССР от 15 мая 1946 года присвоено звание Героя Советского Союза с вручением ордена Ленина и медали «Золотая Звезда».
Жил в Саратове. Умер 9 сентября 1988 года.

## Награды
- Медаль «Золотая Звезда»;
- орден Ленина;
- орден Красного Знамени;
- орден Отечественной войны 1-й степени;
- орден Красной Звезды;
- орден «Знак Почёта».